# Europese Vrije Alliantie
De Europese Vrije Alliantie (EVA) is een Europese politieke partij, die streeft naar maximale autonomie voor de volkeren en regio's in Europa. In de Europese Vrije Alliantie zijn zo'n 40 regionalistische dan wel autonomistische democratische partijen verenigd uit meer dan tien lidstaten van de Europese Unie.

## Geschiedenis
Voordat de Europese Vrije Alliantie in 1981 werd opgericht zaten de verschillende regionalistische partijen verspreid over andere fracties in het Europees Parlement. Bij de eerste Europese verkiezingen in 1979 behaalde vier regionalistische partijen vijf verkozen. Maar zowel de Volksunie (Onafhankelijken), FDF/RW (Niet-ingeschrevenen), Südtiroler Volkspartei (EVP) als de Scottish National Party (EPD) kwam in verschillende fracties terecht. In 1981 besloten de Volksunie, FNP, Onafhankelijke Fianna Fáil, PDG, POBL en de A-LAN samen met drie observerde leden (UPC, POC en CDC) om de EVA op te richten. Echter bleven de leden in het parlement in verschillende fracties zetelen. Ook na de verkiezingen van 1984 bleef de partij verdeeld onder verschillende fracties. Pas na de verkiezingen van 1989 verenigden de EVA zich in de zogenaamde Regenboogfractie. Deze fractie telde 13 leden. Echter, parlementsleden van de regionalistische partijen Batasuna, CiU en de Südtiroler Volkspartei weigerden om toe te treden tot de fractie. Na de verkiezingen van 1994 verloor de Regenboogfractie 10 zetels. De overige drie leden sloten zich vervolgens aan bij de Europese Radicale Alliantie. Na de verkiezingen van 1999 maakte de EVA deel uit van de fractie van De Groenen/Vrije Europese Alliantie, om in groter verband meer toegang te hebben tot parlementaire commissies. Op 26 maart 2004 werd EVA opgericht als politieke partij, overeenkomstig de nieuwe EU-richtlijn en op 13 oktober werd EVA door de Europese Unie als Europese politieke partij erkend.

## Doel en programma
De EVA staat voor "een Europa van vrije volkeren, gebaseerd op het principe van subsidiariteit, die geloven in solidariteit met elkaar en met de volken van de wereld."
Zij streeft de volgende doelen na:
- de bescherming van mensenrechten en rechten van volkeren;
- milieubescherming en een duurzame ontwikkeling;
- de bouw van een rechtvaardige samenleving met politieke solidariteit die vooruitgang, sociale cohesie en gelijke kansen stimuleert;
- de heroriëntatie van de Europese Unie, die te veel is beïnvloed door haar economische oorsprong en die te veel nadruk legt op liberalisatie, concurrentie en centralisatie;
- het uitoefenen van democratische politieke activiteiten op een geweldloze wijze;
- de afschaffing van kernenergie en de ontwikkeling van alternatieve energiebronnen;
- het zeker stellen van de deelname van regio's met constitutionele bevoegdheden in de besprekingen van de Raad van de Europese Unie die betrekking hebben op zaken die onder de wettige competentie van die regio's vallen, teneinde de erkenning van historische naties en regio's te bevorderen;
- een directe toegang voor historische naties en regio's tot het Hof van Justitie;
- democratische hervormingen van de Europese instellingen en de versterking van de rol van het Comité van de Regio's;
- het verdedigen en handhaven van de taalkundige en culturele verscheidenheid van de EU.

## Structuur

### (Voormalig) voorzitters
| Tijdspanne | Voorzitter              |
| ---------- | ----------------------- |
| 2004–2009  | Nelly Maes              |
| 2010–2014  | Eric Defoort            |
| 2014-2018  | François Alfonsi        |
| 2018–heden | Lorena Lopez de Lacalle |

De EVA kent een algemene vergadering, een bureau en een secretariaat.
De hoogste bevoegdheid ligt bij de algemene vergadering, waar elk volledig lid één stem heeft.
Uitsluitend politieke partijen kunnen volledig lid worden de EVA. Alleen zij hebben stemrecht in de algemene vergadering.
Een partij die zich bij de EVA wil aansluiten, moet eerst worden toegelaten als waarnemend lid. Na minimaal een jaar kan de partij worden toegelaten als volledig lid.
In principe wordt een natie/regio vertegenwoordigd door niet meer dan één politieke partij. Een andere partij uit dezelfde regio kan slechts lid worden met instemming van de partij uit die regio die reeds eerder lid was. In dat geval vormen deze partijen samen één delegatie, dus met een stem in de algemene vergadering, tenzij de algemene vergadering met een tweederdemeerderheid van de volledige leden anders besluit. (Huishoudelijk reglement, artikel 5).
Bij uitzondering worden individuele politici toegelaten als lid, maar deze hebben geen stemrecht.
Het bureau kan partijen en personen de status van "vrienden van de EVA" geven. Zij zijn dan geen lid van de EVA, maar wel met de EVA geassocieerd. Deze status kan bijvoorbeeld worden toegekend aan regionalistische partijen van buiten de Europese Unie, of aan vreedzame regionalistische activisten.

### Geen lid
Het Fédéralistes Démocrates Francophones is niet als lid toegelaten, omdat deze partij zich cultuurimperialistisch opstelt, hetgeen niet in overeenstemming is met het programma van de EVA.
De Lega Nord is enige tijd lid geweest, totdat ze zich xenofoob ging opstellen. De Union für Südtirol moest de EVA in 2006 verlaten toen een verklaring tegen islamofobie niet ondertekend werd.

## Fractie in het Europees Parlement
Op 26 maart 2010 koos de algemene vergadering van de EVA Eric Defoort tot nieuwe voorzitter. Defoort volgt Nelly Maes van de verdwenen Sociaal-Liberale Partij op.

## Financiering
Als geregistreerde Europese politieke partij heeft de partij recht op Europese publieke financiering, die de partij onafgebroken sinds 2004 heeft ontvangen.
Hieronder staat de ontwikkeling van de Europese publieke financiering die de partij heeft ontvangen.
Bedrag (€)Europese overheidsfinanciering van Europese politieke partijen0200.000400.000600.000800.0001.000.0001.200.0001.400.0002004200720102013201620192022Maximumbedragen aan overheidsfinancieringDaadwerkelijk ontvangen bedragen aan overheidsfinanciering
In overeenstemming met de Verordening inzake Europese politieke partijen en Europese politieke stichtingen, werft de partij ook private fondsen om haar activiteiten mede te financieren. Vanaf 2025 moeten Europese partijen ten minste 10% van hun vergoedbare uitgaven uit particuliere bronnen halen, terwijl de rest kan worden gedekt met Europese overheidsfinanciering.
Hieronder staat de ontwikkeling van de bijdragen en donaties die de partij heeft ontvangen.
Bedrag (€)Bijdragen van Europese politieke partijen30.00040.00050.00060.00070.00080.00090.000100.000110.00020042008201220162020EVA
Bedrag (€)Donaties van Europese politieke partijen0200040006000800010.0002004200720102013201620192022EVA

## Leden

### Politieke partijen

#### Huidige leden
Tussen haakjes het Europese land of de landen waar de regio in ligt of de bevolkingsgroep in woont die de partij vertegenwoordigen wil:
| Natie/regio                                  | Land                | Partij                                          | Europees Parlement (2019-2024) | Europees Parlement (2019-2024) | Europees Parlement (2019-2024) |
| -------------------------------------------- | ------------------- | ----------------------------------------------- | ------------------------------ | ------------------------------ | ------------------------------ |
| Vlaanderen                                   | België              | Nieuw-Vlaamse Alliantie (N-VA)                  | 3 zetels                       | ECH                            |                                |
| Friesland                                    | Nederland           | Fryske Nasjonale Partij (FNP)                   | geen verkozenen                | geen verkozenen                | geen verkozenen                |
| Åland                                        | Finland             | Ålands Framtid                                  | geen verkozenen                | geen verkozenen                | geen verkozenen                |
| Baskenland                                   | Spanje              | Aralar                                          | geen verkozenen                | geen verkozenen                | geen verkozenen                |
| Valle d'Aosta                                | Italië              | Autonomie Liberté Participation Écologie (ALPE) | geen verkozenen                | geen verkozenen                | geen verkozenen                |
| Beieren                                      | Duitsland           | Bayernpartei                                    | geen verkozenen                | geen verkozenen                | geen verkozenen                |
| Galicië                                      | Spanje              | Bloque Nacionalista Galego (BNG)                | geen verkozenen                | geen verkozenen                | geen verkozenen                |
| Aragón                                       | Spanje              | Chunta Aragonesista (Cha)                       | geen verkozenen                | geen verkozenen                | geen verkozenen                |
| Oost-Friesland                               | Duitsland           | Die Friesen                                     | geen verkozenen                | geen verkozenen                | geen verkozenen                |
| Baskenland                                   | Spanje / Frankrijk  | Eusko Alkartasuna (EA)                          | geen verkozenen                | geen verkozenen                | geen verkozenen                |
| etnische Slovenen in Karinthië               | Oostenrijk          | Enotna Lista (EL)                               | geen verkozenen                | geen verkozenen                | geen verkozenen                |
| Catalonië                                    | Spanje              | Esquerra Republicana de Catalunya (ERC)         | 1 zetel                        | Groenen/VEA                    |                                |
| etnische Sorben                              | Duitsland           | Lausitzer Allianz (LA)                          | geen verkozenen                | geen verkozenen                | geen verkozenen                |
| Fiume                                        | Kroatië             | Lista za Rijeku                                 | geen verkozenen                | geen verkozenen                | geen verkozenen                |
| Veneto                                       | Italië              | Liga Veneta Repubblica (LVR)                    | geen verkozenen                | geen verkozenen                | geen verkozenen                |
| etnische Hongaren                            | Slowakije           | Magyar Kereszténydemokrata Szövetség (LVR)      | geen verkozenen                | geen verkozenen                | geen verkozenen                |
| Cornwall                                     | Verenigd Koninkrijk | Mebyon Kernow (MK)                              | geen verkozenen                | geen verkozenen                | geen verkozenen                |
| Moravië                                      | Tsjechië            | Moravské zemské hnutí                           | geen verkozenen                | geen verkozenen                | geen verkozenen                |
| Savoye                                       | Frankrijk / Italië  | Mouvement Région Savoie (MRS)                   | geen verkozenen                | geen verkozenen                | geen verkozenen                |
| etnische Macedoniërs in Bulgarije            | Bulgarije           | Omo Ilinden Pirin (Omo)                         | geen verkozenen                | geen verkozenen                | geen verkozenen                |
| Andalusië                                    | Spanje              | Partido Andalucista (PA)                        | geen verkozenen                | geen verkozenen                | geen verkozenen                |
| Occitanië                                    | Frankrijk           | Partit Occitan (PÒc)                            | geen verkozenen                | geen verkozenen                | geen verkozenen                |
| Wales                                        | Verenigd Koninkrijk | Plaid Cymru                                     | 1 zetel                        | Groenen/VEA                    |                                |
| Corsica                                      | Frankrijk           | Partitu di a Nazione Corsa (PNC)                | geen verkozenen                | geen verkozenen                | geen verkozenen                |
| Sardinië                                     | Italië              | Partito Sardo d'Azione (PSd'Az)                 | geen verkozenen                | geen verkozenen                | geen verkozenen                |
| Balearen                                     | Spanje              | Federació PSM-Entesa Nacionalista (PSM-Entesa)  | geen verkozenen                | geen verkozenen                | geen verkozenen                |
| etnische Macedoniërs in Grieks-Macedonië     | Griekenland         | Florina                                         | geen verkozenen                | geen verkozenen                | geen verkozenen                |
| Silezië                                      | Polen               | Ruch Autonomii Śląska (RAS)                     | geen verkozenen                | geen verkozenen                | geen verkozenen                |
| etnische Slovenen in                         | Italië              | Slovenska Skupnost (SSK)                        | geen verkozenen                | geen verkozenen                | geen verkozenen                |
| Schotland                                    | Verenigd Koninkrijk | Scottish National Party (SNP)                   | 2 zetels                       | Groenen/VEA                    |                                |
| Denen en Noord-Friezen in Sleeswijk-Holstein | Duitsland           | Südschleswigscher Wählerverband (SSW)           | geen verkozenen                | geen verkozenen                | geen verkozenen                |
| etnische Duitsers in Zuid-Jutland            | Denemarken          | Schleswigsche Partei (SP)                       | geen verkozenen                | geen verkozenen                | geen verkozenen                |
| Zuid-Tirol                                   | Italië              | Süd-Tiroler Freiheit                            | geen verkozenen                | geen verkozenen                | geen verkozenen                |
| Bretagne                                     | Frankrijk           | Union démocratique bretonne (UDB)               | geen verkozenen                | geen verkozenen                | geen verkozenen                |
| Noord-Catalonië                              | Frankrijk           | Unitat Catalana (UC)                            | geen verkozenen                | geen verkozenen                | geen verkozenen                |
| Elzas                                        | Frankrijk           | Unser Land                                      | geen verkozenen                | geen verkozenen                | geen verkozenen                |

#### Waarnemende leden
| Natie/regio                | Land                | Partij                            | Europees Parlement | Europees Parlement | Europees Parlement |
| -------------------------- | ------------------- | --------------------------------- | ------------------ | ------------------ | ------------------ |
| Valencia                   | Spanje              | Bloc Nacionalista Valencia (BLOC) | geen verkozenen    |                    |                    |
| etnische Russen in Letland | Letland             | Latvijas Krievu savienība (LKS)   | geen verkozenen    | geen verkozenen    | geen verkozenen    |
| Zuid-Italië                | Italië              | L'Altro Sud-UDS                   | geen verkozenen    | geen verkozenen    | geen verkozenen    |
| Canarische Eilanden        | Spanje              | Nueva Canarias (NC)               | geen verkozenen    | geen verkozenen    | geen verkozenen    |
| Yorkshire                  | Verenigd Koninkrijk | Yorkshire First (YF)              | geen verkozenen    | geen verkozenen    | geen verkozenen    |

### Individuele leden
De partij heeft ook een aantal individuele leden, hoewel zij, net als de meeste andere Europese partijen, niet heeft geprobeerd een massaal individueel lidmaatschap te ontwikkelen.
Hieronder staat de ontwikkeling van het individuele lidmaatschap van de partij sinds 2019.
Individuele ledenIndividuele leden van Europese politieke partijen0246810201920202021202220232024EVA

## Vertegenwoordiging in Europese instellingen
| Organisatie     | Instelling                                           | Zetelaantal  |
| --------------- | ---------------------------------------------------- | ------------ |
| Europese Unie   | Europees parlement                                   | 8 / 720(1%)  |
| Europese Unie   | Europese Commissie                                   | 0 / 27(0%)   |
| Europese Unie   | Europese Raad (Regeringsleiders)                     | 1 / 27(4%)   |
| Europese Unie   | Raad van de Europese Unie (Deelname aan de regering) |              |
| Europese Unie   | Europees Comité van de Regio's                       | 17 / 329(5%) |
| Raad van Europa | Parlementaire Vergadering                            |              |